# 文森特 (艾奥瓦州)
文森特（英語：Vincent）是一個位於美國愛荷華州韋伯斯特縣的城市。

## 地理
文森特的座標為42°35′32″N 94°01′10″W / 42.59222°N 94.01944°W，而該地的平均海拔高度為347米（即1138英尺）。

## 人口
根據2010年美國人口普查的數據，文森特的面積為0.67平方千米，當中陸地面積為0.67平方千米，而水域面積為0.00平方千米。當地共有人口174人，而人口密度為每平方千米259人。